# Драгућ
Драгућ је село у хрватском делу Истре. Налази се на територији општине Церовље и према попису из 2001. године има 79 становника.
У Драгућу постоје цркве Св. Елизеја која је подигнута у 12. веку (фреске из XIII века) Св. Крижа која се помиње у 15. век, Госпе од Ружара (Блажене дјевице Марије од Св. Крунице), изграђена 1641. и Св. Рока, подигнута почетком 16. века. У овој цркви налази се вредан циклус фресака које је 1529. изради домаћи мајстор Антон с Падове (глагољашки натпис).